# Manfred Rummel
Manfred Rummel (Essen, 1938. március 22. – 2017. július 27.) német labdarúgó, csatár, edző.

## Pályafutása
Az FSV Kettwig korosztályos csapatában kezdte a labdarúgást. 1958 és 1963 között a Schwarz-Weiß Essen, majd egy-egy idényre a Preußen Münster illetve az Eintracht Duisburg labdarúgója volt. 1965 és 1967 között az 1. FC Kaiserslautern csapatában szerepelt. 1967-ben az amerikai Pittsburgh Phantoms, 1968-ban a Kansas City Spurs játékosa volt.
1974 és 1976 között a Bayer Leverkusen, 1979–80-ban az RW Oberhausen, 1981 és 1983 között a Schwarz-Weiß Essen, 1996-ban ismét az RW Oberhausen vezetőedzője volt.

## Sikerei, díjai
Schwarz-Weiß Essen
- Nyugatnémet kupa (DFB-Pokal)
  - győztes: 1958